# Killen
Killen es un pueblo ubicado en el condado de Lauderdale en el estado estadounidense de Alabama. En el censo de 2000, su población era de 1119.

## Demografía
En el 2000 la renta per cápita promedia del hogar era de $ 43.203$, y el ingreso promedio para una familia era de 47.596$. El ingreso per cápita para la localidad era de 17.872$. Los hombres tenían un ingreso per cápita de 36.957$ contra 22.102$ para las mujeres.

## Geografía
Killen está situado en 34°51′42″N 87°31′46″O / 34.86167, -87.52944 (34.861586, -87.529374)
Según la Oficina del Censo de los EE. UU., la ciudad tiene un área total de 1.91 millas cuadradas (4.95 km²).